# 粗面岩

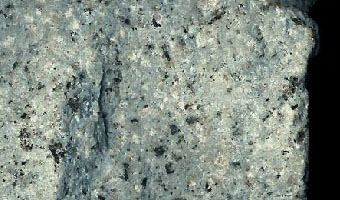
粗面岩

粗面岩（そめんがん、trachyte、トラカイト）は、優白質であるが石英をほとんど含まず、アルカリ長石を主成分とする珪長質火山岩。深成岩の閃長岩に対応する。

## 概説
粗面岩より斜長石が多くなると粗面安山岩（英: trachyandesite）になる。
流紋岩の旧名である「石英粗面岩」（liparite）とは関係ない。